# اسردسکا، استان کرجالی
اسردسکا (به بلغاری: Sredska) روستایی در بلغارستان است که در شهرستان چرنوچن واقع شده‌است. اسردسکا ۲٫۹۲ کیلومتر مربع مساحت و ۲۳ نفر جمعیت دارد.